# صندوق معلومات

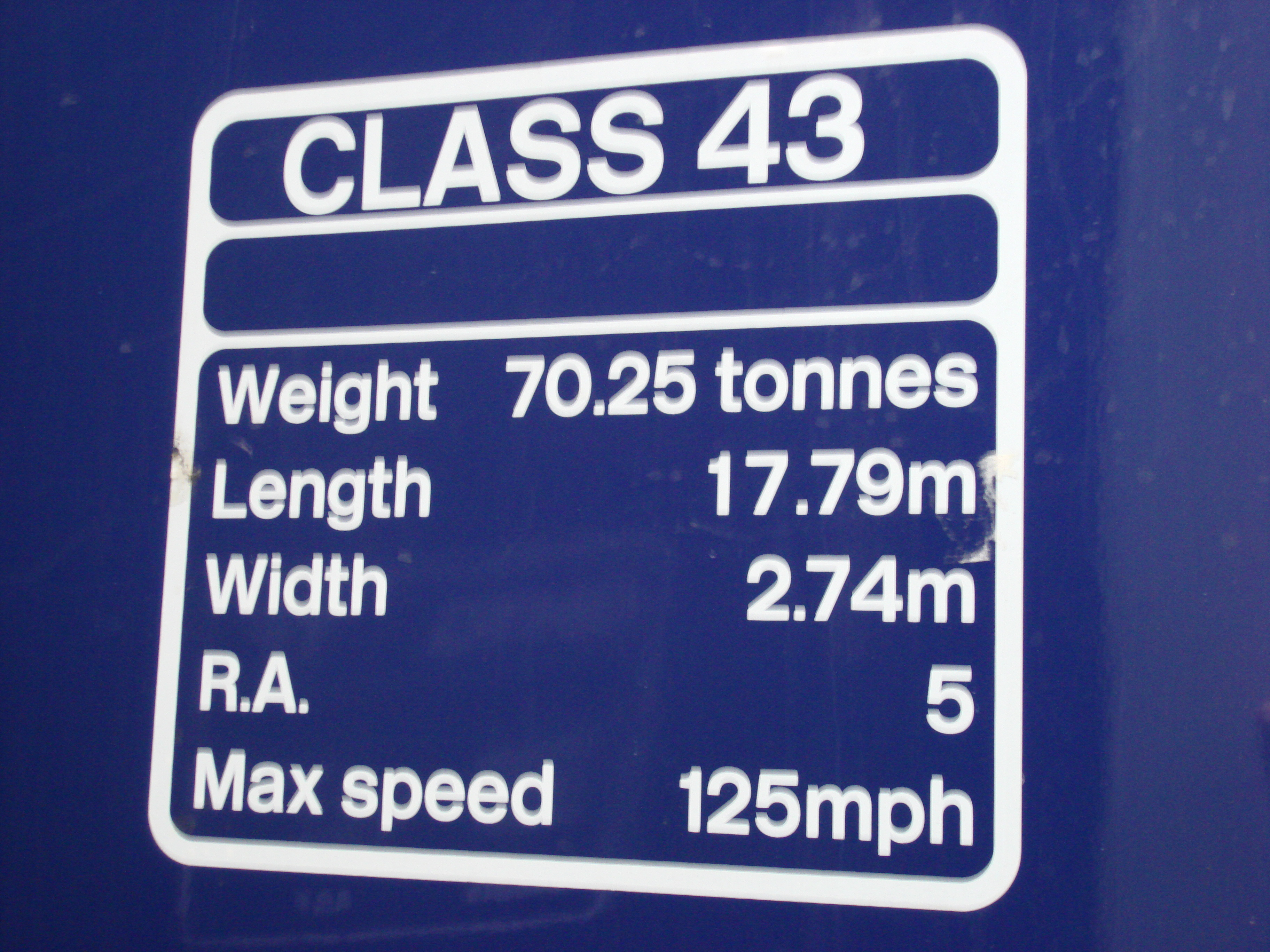
صندوق معلومات من فئة سكك الحديد البريطانية 43 سيارة 43185 التي تديرها فيرست غريت وسيتيرن

صندوق المعلومات هو قالب يستخدم لالتقاط وتقديم فرعية من المعلومات حول موضوعه، مثل الوثيقة. إنها وثيقة منظمة تحتوي على مجموعة من أزواج قيمة السمة، في ويكيبيديا يمثل ملخصا للمعلومات حول موضوع مقالة. وبهذه الطريقة، تكون قابلة للمقارنة لجداول البيانات في بعض الجوانب. عندما قدمت داخل مستند أكبر أنه يلخص، غالبا ما يعرض صندوق المعلومات على شكل شريط جانبي.

## ويكيبيديا
يمكن استخدام صندوق المعلومات لتحسين مظهر مقالة في ويكيبيديا، بالإضافة إلى تلخيص أهم المعلومات الواردة قي الصفحة حسب التصنيفات المتوفرة بالصندوق لتسهيل الوصول لبعض المعلومات الرئيسية عن موضوع المقال.